# アンチェイン (サウンドトラック)
アンチェイン（UNCHAIN）は、2000年8月23日に発売された、ソウル・フラワー・ユニオンのサウンドトラック・アルバム。

## 解説
豊田利晃監督による、実在する大阪のボクサーたちを描いたドキュメンタリー映画『アンチェイン』（2001年公開）のサウンドトラック。
本作は、映画用の3曲に、2曲の追悼カバー（どんと、カーティス・メイフィールド）をカップリングしている。「アンチェインのテーマ」は、奥野真哉と中川敬の共作で、奥野のインスト・ライヴ・ナンバーとしてのちに重要曲となっている。なお、封入されたライナーノーツは、豊田利晃監督が執筆している。

## 収録曲
1. ピープル・ゲット・レディ PEOPLE GET READY
2. アンチェインのテーマ (入院バージョン) THEME FROM UNCHAIN (IN HOSPITAL VERSION)
3. トンネルぬけて TONNERU NUKETE (GOING THROUGH A TUNNEL)
4. アンチェインのテーマ (退院バージョン) THEME FROM UNCHAIN (OUT OF HOSPITAL VERSION)
5. アンチェイン・マイ・ハート UNCHAIN MY HEART

## 備考
- M-1 カーティス・メイフィールドのカバー（日本語詞：中川敬）
- M-2 映画の挿入曲
- M-3 BO GUMBOS のカバー
- M-4 映画の挿入曲
- M-5 レイ・チャールズ のカバー。映画の主題歌